# Linus Fagemo
Christian Karl Linus Fagemo, född 5 mars 1977 i Trollhättan, är en svensk före detta ishockeyspelare och ishockeytränare. Hans moderklubb är Trollhättans HC.
I Elitserien spelade han för Frölunda HC, Malmö Redhawks, Luleå HF och Timrå IK.

## Meriter
- 1995 - SM-guld i J20 Superelit
- 1996 - SM-silver i Elitserien
- 2008 - Dansk mästare i ishockey